# 北海道道441号札内停車場線
北海道道441号札内停車場線（ほっかいどうどう441ごう さつないていしゃじょうせん）は、北海道中川郡幕別町内を結ぶ一般道道である。

## 概要

### 路線データ
- 起点：北海道中川郡幕別町札内中央町（JR北海道 根室本線 札内駅）
- 終点：北海道中川郡幕別町札内中央町
- 総延長：0.152 km
- 実延長：0.138 km
- 重用延長：0.014 km

### 道路管理者
- 十勝総合振興局 帯広建設管理部 事業課

## 歴史
- 1962年（昭和37年）8月1日 - 路線認定[1]。

## 地理

### 通過する自治体
- 十勝総合振興局
  - 中川郡幕別町